# 九龍巴士45線
九龍巴士45線是香港的一條巴士路線，來往麗瑤及九龍城碼頭。
本路線與241X線同為葵青區來往土瓜灣的巴士路線，兩者在旺角以東的行車路線完全一致，同樣經何文田一帶前往九龍城碼頭。而此路線與46線亦同為取道九華徑前往麗瑤的巴士路線。

## 歷史
- 1976年3月1日：投入服務，當時是來往荔景（北）及九龍城碼頭。
- 1978年9月27日：配合地鐵建造工程，改經欽州街，不再途經黃竹街。
- 1982年8月27日：改經彌敦道、荔枝角道、太子道、大南街及柏樹街，不再途經砵蘭街。
- 1984年11月4日：繞經祖堯邨以及不再途經汝州街。
- 1987年8月23日：改經紅磡碼頭，成為唯一兩條途經溫思勞街隧道的專利巴士路線（另一條為41）。
- 1991年2月20日：延長至麗瑤。
- 1991年3月17日：因紅磡碼頭搬遷，往麗瑤方向須改沿機利士南路及蕪湖街折回馬頭圍道前往佛光街，導致行車時間增加。
- 1996年11月21日：來回程改經瑪嘉烈醫院、清麗苑及九華徑，不經葵涌交匯處：
  - 往九龍城碼頭方向沿荔景山路直駛，經荔灣道與美荔道後，折返長沙灣道原有路線；
  - 往麗瑤方向駛至荔枝角道後，改經美荔道和荔灣道前往荔景山路。
- 2000年7月16日：增設空調服務（$5.6）。
- 2002年7月14日：全線以空調服務。
- 2004年12月27日：往麗瑤方向到達寶其利街後，改經孖庶街直往蕪湖街，縮短行車時間。
- 2014年9月29日：受佔領旺角影響，本線與九龍巴士18線、九龍巴士41線暫停服務，城巴E21A線又縮短至深水埗，導致何文田完全沒有巴士來往旺角及深水埗。
- 2014年10月6日：受佔領旺角影響，往九龍城碼頭：長沙灣道之後改行界限街天橋，窩打老道天橋，公主道天橋直駛往何文田返回原有路線；往長青：窩打老道之後改太子道西天橋，荔枝角道，黃竹街返回原有路線。
- 2014年10月15日：受佔領旺角影響，往九龍城碼頭：恢復原有路線；往長青：窩打老道之後改行太子道西天橋，荔枝角道，黃竹街返回原有路線。
- 2014年10月17日：曾一度恢復原有路線。但晚上佔領旺角捲土重來，再要跟隨2014年10月6日之路線改道。
- 2015年1月31日：本線與九龍巴士41線實行定點班次，並削減班次至20至30分鐘一班，大部分為30分鐘一班。
- 2015年3月21日：增設到站時間預報。[1]
- 2015年9月26日：本線與九龍巴士7號線及九龍巴士8號線增設八達通轉乘優惠。
- 2023年4月16日：因應41線取消服務，45線延長每日服務時間，麗瑤開05:35-00:15，九龍城碼頭開05:50-00:15。[2]

## 服務時間及班次
| 麗瑤開               | 麗瑤開     | 麗瑤開     | 麗瑤開     | 麗瑤開     | 麗瑤開     | 麗瑤開     | 麗瑤開     |
| 星期一至五           | 星期一至五 | 星期一至五 | 星期一至五 | 星期一至五 | 星期一至五 | 星期一至五 | 星期一至五 |
| -------------------- | ---------- | ---------- | ---------- | ---------- | ---------- | ---------- | ---------- |
| 05:35                | 06:10      | 06:40      | 07:10      | 07:40      | 08:10      | 08:35      | 09:00      |
| 09:30                | 10:00      | 10:30      | 11:00      | 11:30      | 12:00      | 12:30      | 13:00      |
| 13:30                | 14:00      | 14:30      | 15:00      | 15:30      | 16:00      | 16:30      | 17:00      |
| 17:20                | 17:40      | 18:00      | 18:30      | 19:00      | 19:30      | 20:00      | 20:30      |
| 21:00                | 21:30      | 22:00      | 22:30      | 23:00      | 23:35      | 00:15      |            |
| 星期六、日及公眾假期 |            |            |            |            |            |            |            |
| 05:35                | 06:10      | 06:40      | 07:10      | 07:40      | 08:10      | 08:35      | 09:00      |
| 09:30                | 10:00      | 10:30      | 11:00      | 11:30      | 12:00      | 12:30      | 13:00      |
| 13:30                | 14:00      | 14:30      | 15:00      | 15:30      | 16:00      | 16:30      | 17:00      |
| 17:30                | 18:00      | 18:30      | 19:00      | 19:30      | 20:00      | 20:30      | 21:00      |
| 21:30                | 22:00      | 22:30      | 23:00      | 23:35      | 00:15      |            |            |

| 九龍城碼頭開         | 九龍城碼頭開 | 九龍城碼頭開 | 九龍城碼頭開 | 九龍城碼頭開 | 九龍城碼頭開 | 九龍城碼頭開 | 九龍城碼頭開 |
| 星期一至五           | 星期一至五   | 星期一至五   | 星期一至五   | 星期一至五   | 星期一至五   | 星期一至五   | 星期一至五   |
| -------------------- | ------------ | ------------ | ------------ | ------------ | ------------ | ------------ | ------------ |
| 05:50                | 06:20        | 06:45        | 07:10        | 07:35        | 08:00        | 08:30        | 09:00        |
| 09:30                | 10:00        | 10:30        | 11:00        | 11:30        | 12:00        | 12:30        | 13:00        |
| 13:30                | 14:00        | 14:30        | 15:00        | 15:30        | 16:00        | 16:30        | 17:00        |
| 17:30                | 18:00        | 18:30        | 19:00        | 19:30        | 20:00        | 20:30        | 21:00        |
| 21:30                | 22:00        | 22:30        | 23:05        | 23:40        | 00:15        |              |              |
| 星期六、日及公眾假期 |              |              |              |              |              |              |              |
| 05:40                | 06:30        | 07:00        | 07:30        | 08:00        | 08:30        | 09:00        | 09:30        |
| 10:00                | 10:30        | 11:00        | 11:30        | 12:00        | 12:30        | 13:00        | 13:30        |
| 14:00                | 14:30        | 15:00        | 15:30        | 16:00        | 16:30        | 17:00        | 17:30        |
| 18:00                | 18:30        | 19:00        | 19:30        | 20:00        | 20:30        | 21:00        | 21:30        |
| 22:30                | 23:05        | 23:40        | 00:15        |              |              |              |              |

## 收費
全程：$7.9
- 美孚站往九龍城碼頭：$7.4
- 美孚站往麗瑤：$6.7

| - 本線設有12歲以下小童及65歲或以上長者半價優惠。 - 65歲或以上香港居民使用「樂悠咭」，以及12歲以下合資格殘疾兒童使用「殘疾人士身份」個人八達通繳付車資，均可享有每程$2.0或半價（以較低者為準）的票價優惠；12至64歲合資格殘疾人士使用「殘疾人士身份」個人八達通（包括「樂悠咭」），以及60至64歲香港居民使用「樂悠咭」繳付車資，均可享有每程$2.0或全費（以較低者為準）的票價優惠。 - 65歲或以上長者如使用長者或一般個人八達通繳付車資，則只可享有半價優惠；12至64歲合資格殘疾人士如不使用「殘疾人士身份」個人八達通，以及60至64歲人士如不使用「樂悠咭」繳付車資，必須繳付全費。 - 乘客可以現金或八達通於上車時付款，不設找續。 - 每位成人乘客可免費攜帶最多兩名4歲以下而不佔座位的兒童乘客乘車，超額之4歲以下小童必須繳付小童車費乘車。 - 持有「九巴月票」之乘客在車票有效期內，每日可享最多10程任何九龍巴士及龍運巴士路線（包括本路線，以及聯營路線的九龍巴士／龍運巴士提供的班次；惟乘搭機場「A」及「NA」線則可享原價二七折優惠（不會計算每天10次合資格車程））；而B1線則每日可享最多各2程（不會計算每天10次合資格車程）。 - 九龍巴士、城巴、龍運巴士及陽光巴士全職員工及家屬（不包括外判職員）可免費乘搭本路線，惟必須拍職員或職員家屬八達通。 - 乘客亦可透過多元化電子支付系統（e度嘟）繳付車資，包括使用非接觸式VISA卡、JCB卡、萬事達卡、銀聯卡、美國運通、大來國際、Discover Card、Apple Pay、Google Pay、Samsung Pay、AlipayHK「易乘碼」、支付寶、WeChatHK／微信支付「搭車碼」、銀聯雲閃付「乘車碼」及BOC Pay「乘車碼」。乘客使用此付款方式，使用此支付方式的乘客可享有中途下車之分段收費，以及與其他九巴／龍運獨營路線或聯營線九巴／龍運班次之轉乘優惠，惟不適用於與非九巴／龍運路線之轉乘優惠，亦不能享有「公共交通費用補貼計劃」及「長者及合資格殘疾人士公共交通票價優惠計劃」。 |

### 八達通轉乘優惠
乘客在登上本線巴士後150分鐘內以同一張八達通卡轉乘以下路線，或從以下路線登車後150分鐘內轉乘本線，次程可獲車資折扣優惠： 
45↔7、8
- 45往麗瑤 → 7往尖沙咀碼頭或8往九龍站，次程車資全免
- 7往樂富或8往尖沙咀碼頭 → 45往九龍城碼頭，回贈首程車資

## 使用車輛
由於本線受敬祖路路面影響（只允許不超過23公噸的車輛駛入），且途經專營巴士低排放區，故必須使用11.3米或以下及達到歐盟五型或以上排放標準的車輛行走。
在本線未設有空調巴士服務時，九巴一向都派舊型號的前置引擎巴士（利蘭勝利二型、丹尼士喝采）行駛，1990年代後期，前置引擎巴士退役，九巴才改用1980年代生產的兩軸後置引擎非空調巴士行駛（BL、MCW及丹尼士統治者巴士）。本線加入空調巴士行走初期採用丹尼士巨龍9.9米空調巴士行駛，後來逐步改以丹尼士三叉戟三型巴士行駛。駛經敬祖路的巴士路線曾於2017年11月到2018年2月獲准以12米巴士行走，本路線亦出現該等巴士行走此路線的特見，包括亞歷山大丹尼士Enviro 500 MMC12米、富豪B9TL12米。
現時本線使用7輛亞歷山大丹尼士Enviro 500 MMC（E6M）11.3米巴士，均屬荔枝角車廠。此路線改用亞歷山大丹尼士Enviro 400（ATSE）之後，由於ATSE載客量只有90人，下層很易沒位坐。但是於2020年6月隨着載客量達到125人的亞歷山大丹尼士Enviro 500 MMC11.3米巴士投入服務後，此情況得以改善。翌月更上掛此路線，取代全數ATSE，曾為掛牌車車齡最低路線，平均車齡低至0.34年。
此外，此路線會與6C和46線交換用車，方便作車務調動或班次調節，故ATSE仍會間中行駛此路線。（按：因6C線用車乃12米巴士，如須和6C線交換用車，使用6C線用車的班次將不經祖堯邨。）
| 車隊編號 | 車牌   |
| -------- | ------ |
| E6M99    | XD7825 |
| E6M108   | XU3371 |
| E6M111   | XU6875 |
| E6M124   | XV8776 |
| E6M129   | YN8040 |
| E6M130   | YN7091 |
| E6M131   | YN7286 |

## 行車路線
麗瑤開經：麗祖路、聯接街、荔景山路、敬祖路、荔景山路、荔灣道、美荔道、長沙灣道、彌敦道、旺角道、洗衣街、亞皆老街、窩打老道、培正道、佛光街、忠孝街、佛光街、馬頭圍道、土瓜灣道及新碼頭街。
九龍城碼頭開經：新碼頭街、土瓜灣道、馬頭圍道、大沽街、寶其利街、孖庶街、蕪湖街、馬頭圍道、佛光街、忠孝街、佛光街、培正道、窩打老道、亞皆老街、彌敦道、長沙灣道、荔枝角道、美荔道、荔灣道、荔景山路、敬祖路、荔景山路、聯接街及麗祖路。

### 沿線車站
| 麗瑤開 | 麗瑤開             | 麗瑤開             | 九龍城碼頭開 | 九龍城碼頭開        | 九龍城碼頭開           |
| 序號   | 車站名稱           | 位置               | 序號         | 車站名稱            | 位置                   |
| ------ | ------------------ | ------------------ | ------------ | ------------------- | ---------------------- |
| 1      | 麗瑤巴士總站       | 麗瑤巴士總站       | 1            | 九龍城碼頭巴士總站  | 九龍城碼頭巴士總站     |
| 2      | 麗瑤邨榮瑤樓       | 麗祖路             | 2            | 貴州街              | 土瓜灣道               |
| 3      | 下葵涌分科診所     | 麗祖路             | 3            | 落山道              | 土瓜灣道               |
| 4      | 聯接街             | 荔景山路           | 4            | 鴻福街              | 土瓜灣道               |
| 5      | 荔景站             | 荔景山路           | 5            | 鶴園街              | 馬頭圍道               |
| 6      | 祖堯邨商場         | 敬祖路             | 6            | 寶其利街            | 寶其利街               |
| 7      | 晨輝學校           | 荔景山路           | 7            | 家維邨              | 佛光街                 |
| 8      | 葵涌醫院           | 荔景山路           | 8            | 信用街              | 佛光街                 |
| 9      | 瑪嘉烈醫院         | 荔景山路           | 9            | 何文田站            | 何文田站公共運輸交匯處 |
| 10     | 清麗苑             | 荔景山路           | 10           | 迦密中學            | 忠孝街                 |
| 11     | 清麗商場           | 荔景山路           | 11           | 愛民邨              | 忠孝街                 |
| 12     | 九華徑             | 荔景山路           | 12           | 忠民街              | 忠孝街                 |
| 13     | 華荔邨             | 荔景山路           | 13           | 欣圖軒              | 忠孝街                 |
| 14     | 荔灣道             | 美荔道             | 14           | 房屋署大樓          | 佛光街                 |
| 15     | 蘭秀道             | 美荔道             | 15           | 香港都會大學        | 佛光街                 |
| 16     | 美孚站（C2）       | 長沙灣道           | 16           | 中華電力            | 窩打老道               |
| 17     | 光昌街（Y4）       | 長沙灣道           | 17           | 怡安閣              | 亞皆老街               |
| 18     | 興華街（Y10）      | 長沙灣道           | 18           | 太平道              | 亞皆老街               |
| 19     | 元州邨（Y15）      | 長沙灣道           | 19           | 旺角站              | 亞皆老街               |
| 20     | 九江街（Y20）      | 長沙灣道           | 20           | 弼街（N72）         | 彌敦道                 |
| 21     | 欽州街（Y22）      | 長沙灣道           | 21           | 太子站（N76）       | 彌敦道                 |
| 22     | 黃竹街（Y29）      | 長沙灣道           | 22           | 楓樹街              | 長沙灣道               |
| 23     | 太子站（S4）       | 彌敦道             | 23           | 北河街（X3）        | 長沙灣道               |
| 24     | 旺角道             | 旺角道             | 24           | 怡靖苑（X15）       | 長沙灣道               |
| 25     | 嘉道理道           | 亞皆老街           | 25           | 長沙灣遊樂場（X26） | 長沙灣道               |
| 26     | 亞皆老街中電       | 亞皆老街           | 26           | 長沙灣徑（X34）     | 長沙灣道               |
| 27     | 萬基大廈           | 窩打老道           | 27           | 美孚站              | 荔枝角道               |
| 28     | 培正中學           | 培正道             | 28           | 蘭秀道              | 美荔道                 |
| 29     | 何文田廣場         | 佛光街             | 29           | 荔灣道              | 荔灣道                 |
| 30     | 迦密村街           | 忠孝街             | 30           | 九華徑              | 荔景山路               |
| 31     | 忠民街             | 忠孝街             | 31           | 荔灣花園            | 荔景山路               |
| 32     | 愛民邨             | 愛民巴士總站       | 32           | 清麗商場            | 荔景山路               |
| 33     | 聖三一堂中學       | 忠孝街             | 33           | 清麗苑              | 荔景山路               |
| 34     | 忠孝街             | 忠孝街             | 34           | 瑪嘉烈醫院          | 荔景山路               |
| 35     | 信用街             | 佛光街             | 35           | 葵涌醫院            | 荔景山路               |
| 36     | 佛光街             | 馬頭圍道           | 36           | 祖堯邨商場          | 敬祖路                 |
| 37     | 石塘街             | 馬頭圍道           | 37           | 荔景站              | 荔景山路               |
| 38     | 浙江街             | 土瓜灣道           | 38           | 荔景邨日景樓        | 荔景山路               |
| 39     | 落山道             | 土瓜灣道           | 39           | 下葵涌分科診所      | 麗祖路                 |
| 40     | 九龍城碼頭巴士總站 | 九龍城碼頭巴士總站 | 40           | 麗瑤邨榮瑤樓        | 麗祖路                 |
|        |                    |                    | 41           | 麗瑤巴士總站        | 麗瑤巴士總站           |

### 走線圖

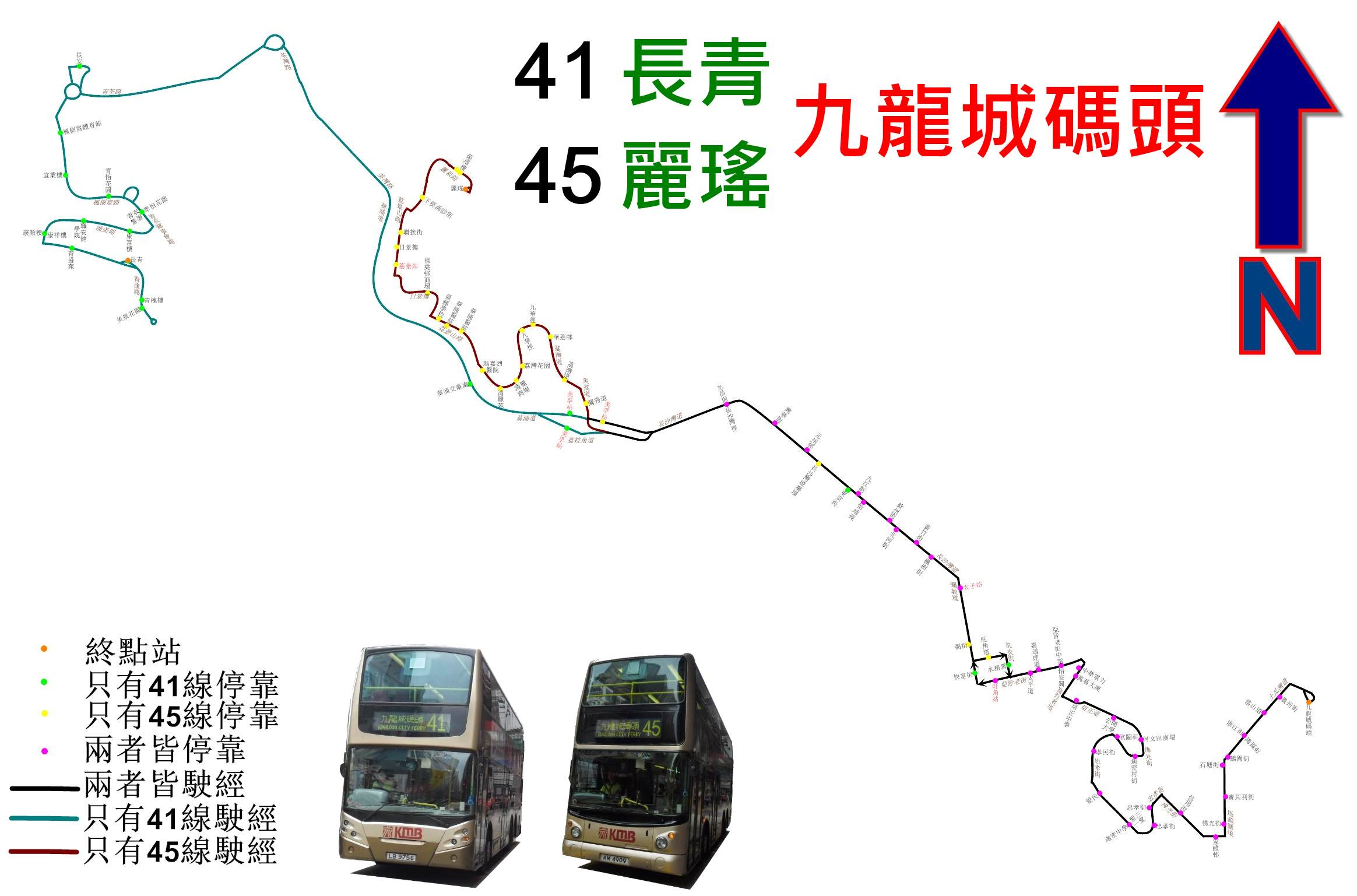
本線及41線的走線圖，當中啡線則表示只有本線駛經

## 客量
由開辦至今班次都很疏落，而且路線迂迴，沿途受到不少競爭，令本線整體客量僅屬一般(與同樣駛經荔景的46線相比，情況較好一些)，不過此路線途經何文田學校區，上課日繁忙時間會有不少學生乘搭，加上此路線途經旺角心臟地帶，仍然有一定的客量支持，乘客主要出現於長沙灣來往何文田及愛民，而學生亦在本線乘客中佔有一定比例。但自從城巴把E21A線延至愛民邨，並設立美孚往愛民$4.8及太子往愛民$3.5的便宜單向分段收費後，此優勢也受到動搖。
由於此路線途經幾個人口老化的屋邨(麗瑤邨、荔景、愛民邨等)，長者多數只會坐下層，2015年起全線採用下層載客量只有23人的ATSE及減班至半小時一班，下層很容易坐滿，直至2017年11月下旬，九巴放寬駛經敬祖路的巴士路線可使用12米中軸驅動的巴士行走後，下層易坐滿的情況可望得以舒緩。

## 延伸閱讀
- 容偉釗. . 香港: BSI (香港). 2002年  [2017-06-23]. ISBN 962-8414-62-3. （原始内容存档于2016-03-26）. （页面存档备份，存于）
- 郭炳華. . 香港: 80M巴士專門店. 2010年. ISBN 962-8686-95-X.

## 外部連結
- 九巴45線官方網站路線資料 （页面存档备份，存于）
- 681巴士總站 （页面存档备份，存于）
- i-busnet.com--九巴45號路線KMB Rt. 45 （页面存档备份，存于）
- 香港巴士大典上的相关条目：九巴45線